# Amirină
Amirinele sunt o clasă de compuși chimici naturali din categoria triterpenelor. Compușii sunt α-amirina (derivat de ursan), β-amirina (derivat de oleanan)  și δ-amirina. Acești compuși sunt triterpenoli pentaciclici izomeri cu formula chimică C30H50O. 